# Hypomma marxi
Hypomma marxi là một loài nhện trong họ Linyphiidae.
Loài này thuộc chi Hypomma. Hypomma marxi được Eugen von Keyserling miêu tả năm 1886.